# Nati Romero
Natividad Barbero Barbero (Dos Hermanas, 8 de diciembre de 1944), conocida como Nati Romero, es una cantante de copla española conocida por ser la última alumna del Maestro Quiroga.

## Inicios
Comenzó con diez años participando en festivales benéficos en honor a la patrona de Dos Hermanas, la Virgen de Valme, así como en concursos, certámenes y espectáculos organizados en su localidad natal. Después, pasó a la parrilla del Hotel Cristina y Patio Andaluz.
En Madrid fue bautizada por el Maestro Quiroga, gracias a él participa en un homenaje brindado a numerosos astijitanos ilustres como el escritor Díez-Crespo en el que interpreta La ciudad del Sol.

## Años 70
En 1971 publica Canciones inolvidables en el que la dirección musical corre a cargo del Maestro Quiroga y que presenta en numerosos programas de Radio popular, La voz del Guadalquivir o Radio Sevilla. De la mano de Quiroga, graba otros discos con títulos tan sugerentes como Válgame la Triniá (original de Quintero/León/Quiroga) o ¡Catalina! estrenada por Concha Piquer en la década de los 40.
Entre 1976 y 1979, junto a otros artistas, forma el cartel de una Sala de Fiestas sevillana ubicada en la Ronda de Capuchinos, La Trocha. 

## Años 80
Ya en la década de los 80, presenta su espectáculo Cantares en el sevillano Teatro Los Remedios junto a Loli Reina, Carmen Morell, Imperio de Triana o Encarnita Valderrama, afianzando su carrera artística.
En 1981, llega su próximo elepé bajo el título Tu cuerpo, con temas músico-melódicos escritos por Daniel Pineda Novo, Évoras o Paco de Lucía. Asimismo, la peña cultural rociera Los Peregrinos de Coria del Río, ofrece un caluroso homenaje a Nati Romero, con motivo de sus exitosos viajes a la capital de España defendiendo la canción andaluza. Precisamente en Madrid, prepara por estas fechas la grabación del programa de televisión De ahora en adelante que se emite en 1982 por la primera cadena.
En 1984, el sevillano pueblo de Gelves organiza un homenaje a Daniel Pineda Novo. En él, hacen acto de presencia además de Nati Romero, Gracia Montes y Antoñita Moreno entre otros artistas. Nati Romero continúa sus actuaciones en numerosas Salas de Fiestas y teatros de Sevilla y Andalucía. 
En 1989, Carlos Herrera la incluye en el programa Las Coplas junto a Paquita Rico. En dicho programa televisivo interpretó la marcha Virgencita del Rocío que estrenara en los 50 Juanita Reina.